# 武内こずえ
武内 こずえ（たけうち こずえ、1978年11月19日 - ）は、日本の漫画家。愛媛県宇和島市津島町出身。
2002年、読み切り作品「青春うらら」（『りぼんオリジナル』8月号、集英社）にてデビュー。以降少女漫画雑誌『りぼん』（同）とその派生誌で執筆活動を展開。

## 作品リスト
全て集英社、りぼんマスコットコミックスより刊行されている。
- コン★プリ（『りぼん』2004年1月号 - 3月号、全1巻）
- アゲハ100%（『りぼん』2004年8月号 - 2006年5月号、全5巻）
- 天下無敵R（『りぼん』2006年10月号 - 2007年3月号、全1巻）
- 0×0メモリーズ
  - 0×0メモリーズ（『RIBONオリジナル』2006年6月号）
  - ライ!ライ!ライ!!（『りぼん』2007年超びっくり大増刊春号）
  - ヘブンリーブルーの夜（『りぼんスペシャル』2007年夏休み大増刊号）
  - キラキラリン!!（『りぼん』2002年12月号）
  - 青春うらら（『りぼんオリジナル』2002年8月号、デビュー作）
- 不思議の花園（『りぼんスペシャル』2007年秋の大増刊号 - 2008年夏休み大増刊号、全1巻）
- マジョカル★マジョカル（『りぼん』2008年2月号 - 2008年7月号、全1巻）
- マンガのマ（『りぼんスペシャル』2008年秋の大増刊号 - 2010年春の大増刊号、『りぼん』2009年1月号、全1巻）
  - 続マンガのマ　全1巻
- チョコタン!（英語版）（『りぼん』2011年11月号[2] - 2017年10月号、全13巻）
- ぼくらはみんな シロとクロの動物お悩み相談係[3]（『りぼん』2019年2月号 - 2020年10月号、全2巻）
- 3分後に○○する話[4]（『りぼん』2022年6月号[5] - 2024年6月号[6]、全3巻）

### 読み切り
- 六花物語（『りぼん びっくり大増刊』2003年春号）
- 天然アリス（『りぼん』2003年8月号）
- 鏡の国の私（『りぼんオリジナル』2004年6月号、『アゲハ100%』の先駆作）
- クランクイン!!（『りぼんスペシャル レモン』2010年夏の大増刊号・『りぼんスペシャル オレンジ』2010年夏の大増刊号、前後編）
- 眠れる森の××（『りぼんスペシャル』2011年冬の大増刊号）
- 大人は知らない私たちの世界。（『りぼんスペシャル』2015年冬の大増刊号）
- W〜ダブリュー〜（『りぼんスペシャル』2017年冬の大増刊号）
- ぼくらはみんな（『りぼんスペシャルバニラ』2018年8月夏の大増刊号）
- ガラスのあたし（『りぼんスペシャル』2021年冬の大増刊号）
- 3分後に○○する話 File:Horror（『りぼん』2022年7月号別冊ふろく『怖いりぼん』）
- ナイトメアモード（『りぼんスペシャル』2025年春の大増刊号[7]）
- モッタイナイオバケ（『りぼん』2025年7月号別冊ふろく『怖いりぼん』[8]）